# ラ・カロッツェリア・イタリアーナ'77
ラ・カロッツェリア・イタリアーナ'77は、1977年（昭和52年）に開催されたモーターショーである。
ベルトーネ、ピニンファリーナ、ザガート、ミケロッティ、ジウジアーロなど名だたる巨匠が来日した。

## 概要
- 開催期間：1977年（昭和52年）7月16日 - 7月24日
- 開催時間：午前11時から午後7時まで
- 会場：東京都中央区晴海・東京国際見本市会場
- 入場料：平日1500円、土日2000円
- 主催：日伊デザイン交流協会
- 後援：外務省、イタリア大使館、イタリア政府貿易省、イタリア自動車工業会

日本航空、テレビ朝日、朝日新聞社、日刊スポーツ新聞社ほか
- 協力：フィアット、アルファロメオ、フェラーリ、ランボルギーニ、マセラティ、ランチア、デ・トマソほか
- カロッツェリア：ベルトーネ、ピニンファリーナ、ザガート、ミケロッティ、ジウジアーロほか

## おもな展示車
- ランボルギーニ・マルツァール
- ランボルギーニ・ブラボー
- フェラーリ・512Sベルリネッタスペシャル
- フェラーリ・レインボー
- ディーノ・コンペツィオーネ
- アルファロメオ・ナヴァホ
- マセラッティ・メディチ